# Upplands runinskrifter 1129
Upplands runinskrifter 1129 är en försvunnen vikingatida runsten som funnits i Alunda kyrka, Alunda socken och Östhammars kommun. Stenen försvann redan på 1600-talet.

## Inskriften
Translitterering av runraden:
[þilfr + lit + risa + stain + at + stibkarl + broþur + sin + uk + sluþ + iku +]
Normalisering till runsvenska:
Þolfʀ(?) let ræisa stæin at stibkarl, broður sinn ok sluþ iku.
Översättning till nusvenska:
Torulv(?) lät resa stenen efter stibkarl, sin broder och ...